# غرب اوکراین
غرب اوکراین یا اوکراین غربی (به انگلیسی: West Ukraine یا Western Ukraine) (اوکراینی: Західна Україна) یک اصطلاح نسبی جغرافیایی و تاریخی که در ارجاع به سرزمین‌های غربی اوکراین، که شرایط تاریخی متفاوتی با بقیه اوکراین داشتند، به ندرت ترکیب غرب اوکراینی استفاده می‌شود.

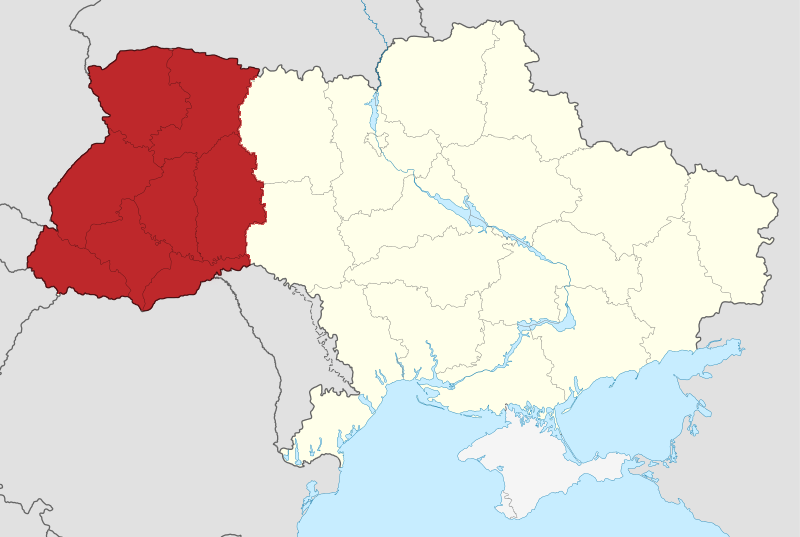
نقشه مکانی اوکراین غربی(باختری).